# Бічик Юлія Валентинівна
Юлія Валентинівна Бічик  (біл. Юлія Бічык, 1 квітня 1983) — білоруська веслувальниця, олімпійська медалістка.

## Виступи на Олімпіадах
| Олімпіада   | Дисципліна                      | Місце |
| ----------- | ------------------------------- | ----- |
| Сідней 2000 | вісімка розстібна зі стерновим  | 4     |
| Афіни 2004  | двійка розстібна без стернового | 3     |
| Пекін 2008  | двійка розстібна без стернового | 3     |